# Dargeochaeta
Dargeochaeta là một chi bướm đêm thuộc họ Noctuidae.